# African Social Forum
Il Forum sociale africano (in inglese: African Social Forum, ASF) è un incontro annuale ispirato al World Social Forum, che coinvolge i movimenti anti-globalizzazione africani. Il motto dell'ASF, anch'esso mutuato da quello del WSF, è un'altra Africa è possibile.

## Storia
L'ASF venne creato in seguito al celebre incontro del WSF di Porto Alegre del 2001, al quale parteciparono solo 50 africani su circa 14.000 partecipanti. Questa circostanza spinse gli attivisti africani a cercare strumenti per coinvolgere un numero più ampio di partecipanti nel proprio continente. Il primo ASF si tenne nel 2002 a Bamako, Mali, con la partecipazione di movimenti provenienti da 45 paesi. Durante l'incontro venne approvata una dichiarazione congiunta dei movimenti no global africani, nota come Dichiarazione di Bamako, che esprime chiaramente le posizioni anti-liberiste dell'ASF:
(Dichiarazione di Bamako, African Social Forum, 2002, pp.1-2)